# Окістя
Окі́стя, надкі́сниця, періо́ст (лат. periosteum, від дав.-гр. περί — «біля» + ὀστέον — «кістка») — сполучнотканинна оболонка, що покриває ззовні всю поверхню кістки, за винятком суглобів трубчастих кісток. Морфологічно подібне до ендосту.

## Будова
Окістя складається зі щільної регулярної сполучної тканини. У ній виділяють два шари: зовнішній фіброзний і внутрішній камбіальний або остеогенний. Фіброзний шар складається з волокон колагену у поверхневій області й волокон еластину в глибшій частині, містить фібробласти. Камбіальний шар містить клітини, що є попередниками остеобластів і надалі перетворюються на них. Остеобласти трубчастих кісток відповідають за зростання їх у товщину, а остеобласти інших типів кісток — за їхній загальний зріст (у тому числі в довжину). У разі кісткових переломів клітини-попередники розвиваються в остеобласти і хондробласти, сприяючи процесу відновлення кісткової тканини.
Товщина окістя може бути різною. В організмі на стадії росту вона сягає 70-150 мкм у трубчастих кісток, збільшуючись до їхніх кінців. З віком окістя стає тонкішим. Окістя носових кісток має товщину близько 0,8-1,8 мм, а альвеолярне окістя (під яснами) — 0,5 мм.
На відміну від кісткової тканини, окістя має ноцицептивні нервові закінчення, що робить його чутливим до зовнішніх подразнень. Його товща також пронизана артеріями і венами, що проникають усередину кістки, забезпечуючи з кровотоком її живлення, і лімфатичними судинами, завдяки яким відбувається відтік від неї лімфи. До окістя кріпляться сухожилля і зв'язки.

## Патології
- Періостит — запалення окістя. Періостит на окісті щелепних кісток (одонтогенний періостит) у просторіччі називають «флюсом».
- Періостоз — незапалювальна зміна окістя, гіперпластична реакція. Пов'язана з посиленням кісткоутворення в камбіальному шарі; полягає в нашаруванні остеоїдної тканини на кіркову речовину діафізів трубчастих кісток.
- Туберкульоз окістя — може бути первинним, або вторинним, як результат туберкульозу кістки.
- Актиномікоз
- Гуми окістя — сифілітичні утворення (гуми), що розвиваються на внутрішньому шарі, частіше за все трапляються на кістках черепної коробки, груднині, великій гомілковій кістці, ключиці.
- Періостальна фіброма — фіброма окістя, доброякісна пухлина.
- Періостальна фібросаркома — фібросаркома окістя.
- Періостальна остеосаркома — остеосаркома окістя.
- Періостальна хондрома — хондрома окістя.